# Puccinia commelinae-benghalensis
Puccinia commelinae-benghalensis är en svampart som beskrevs av J.Y. Zhuang 1998. Puccinia commelinae-benghalensis ingår i släktet Puccinia och familjen Pucciniaceae.   Inga underarter finns listade i Catalogue of Life.